# Jeziorany (gmina)
Jeziorany – gmina miejsko-wiejska w województwie warmińsko-mazurskim, w powiecie olsztyńskim. W latach 1975–1998 gmina położona była w województwie olsztyńskim.
Siedziba gminy to Jeziorany.
Według Narodowego Spisu Powszechnego 31 marca 2011 gminę zamieszkiwało 8075 mieszkańców, z czego 3351 w mieście, a 4724 – na obszarach wiejskich gminy. Natomiast według danych z 31 grudnia 2017 roku gminę zamieszkiwało 7839 osób. Według najnowszych danych z 31 grudnia 2019 roku gminę zamieszkiwało 7669 osób.
Na terenie gminy funkcjonuje prywatne lądowisko Kikity.

## Struktura powierzchni
Według danych z roku 2002 gmina Jeziorany ma obszar 213,51 km², w tym:
- użytki rolne: 70%
- użytki leśne: 18%

Gmina stanowi 7,52% powierzchni powiatu.

## Demografia

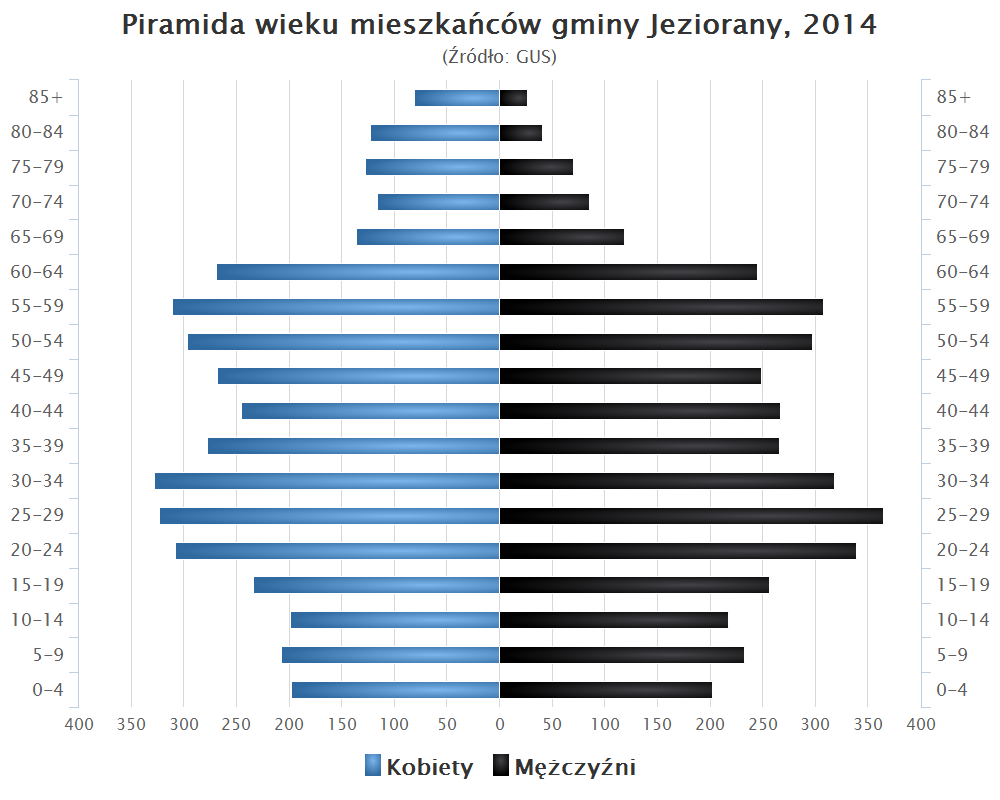
Piramida wieku mieszkańców gminy Jeziorany w 2014 roku

Dane z 30 czerwca 2004:
| Opis                              | Ogółem | Ogółem | Kobiety | Kobiety | Mężczyźni | Mężczyźni |
| --------------------------------- | ------ | ------ | ------- | ------- | --------- | --------- |
| jednostka                         | osób   | %      | osób    | %       | osób      | %         |
| populacja                         | 8185   | 100    | 4221    | 51,6    | 3964      | 48,4      |
| gęstość zaludnienia (mieszk./km²) | 38,3   | 38,3   | 19,8    | 19,8    | 18,6      | 18,6      |

## Sołectwa
Derc, Franknowo, Jeziorany-Kolonie, Kiersztanowo, Kikity, Kostrzewy, Kramarzewo, Krokowo, Lekity, Miejska Wieś, Olszewnik, Pierwągi, Piszewo, Polkajmy, Potryty, Radostowo, Studnica, Studzianka, Tłokowo, Wójtówko, Zerbuń, Żardeniki.

## Pozostałe miejscowości
Kalis, Modliny, Ustnik, Wilkiejmy, Wólka Szlachecka.

## Sąsiednie gminy
Barczewo, Bisztynek, Biskupiec, Dobre Miasto, Dywity, Kiwity, Kolno, Lidzbark Warmiński